# 九州実業団毎日駅伝競走大会
九州実業団毎日駅伝競走大会（きゅうしゅうじつぎょうだんまいにちえきでんきょうそうたいかい）は、1964年から開催されている、九州実業団陸上競技連盟と毎日新聞社（西部本社管轄）が主催し、RKB毎日放送、スポーツニッポンなどが後援する日本の駅伝大会である。全日本実業団対抗駅伝競走大会（ニューイヤー駅伝）の九州地区の予選を兼ねて行われる。最多優勝は旭化成の48回（2024年現在）。
2024年の第61回大会より大分県佐伯市の佐伯市総合運動公園陸上競技場を発着、同市屋内運動広場前を中継点とする7区間89.3kmで行われる 。大会の模様は福岡県での開催となった第24回大会（1987年）よりRKBテレビ・JNN九州ブロックネットでダイジェスト放送されていたが、開催地が変更となった第61回大会はCTSYoutubeチャンネルで配信された。

## コース
1964年の第1回大会から第9回までは福岡県、第10回から第23回までは大分県の大分市から臼杵市を折り返すコースで行われた。福岡県の開催に戻った第24回（1987年）から第52回（2015年）までは福岡市から筑豊地区を経由して北九州市に至るルートで開催された。第53回（2016年）から第60回（2023年）までは北九州市の本城陸上競技場を発着点とし、全区間が北九州市八幡西区・若松区を走行するコースで行われた。2024年の第61回大会より再度大分県での開催となり、佐伯市総合運動公園の周辺を周回するコースで行われる。

### 2024年の区間
佐伯市内 （7区間・89.3km）
- 第1区（12.9km）：佐伯市総合運動公園陸上競技場 - 県道603号 - 竹角地区公民館 - 県道37号 - 堅田駐在所入口 - 佐伯市屋内運動広場前
  - 区間記録：荻久保寛也（ひらまつ病院・2024年）36分56秒
- 第2区（18.3km）：佐伯市屋内運動広場前 -  県道603号 - 谷川バス停折り返し - 県道37号 - 上堅田小学校入口 - 佐伯市屋内運動広場前
  - 区間記録：鈴木創士（安川電機・2024年）53分52秒
- 第3区（11.1km）：佐伯市屋内運動広場前 - 県道603号 - 竹角地区公民館 - 県道37号 - 上堅田小学校入口 - 佐伯市屋内運動広場前
  - 区間記録：吉岡遼人（三菱重工・2024年）32分12秒
- 第4区（6.6km）：佐伯市屋内運動広場前 - 県道603号 - 長谷折り返し - 県道603号 - 佐伯市屋内運動広場前
  - 区間記録：キプラガット・エマヌエル（三菱重工・2024年）17分58秒
- 第5区（15.5km）：佐伯市屋内運動広場前 - 県道603号 - 川井バス停折り返し - 県道37号 - 上堅田小学校入口 - 佐伯市屋内運動広場前
  - 区間記録：齋藤椋（旭化成A・2024年）45分29秒
- 第6区（11.1km）：佐伯市屋内運動広場前 - 県道603号 - 竹角地区公民館 - 県道37号 - 上堅田小学校入口 - 佐伯市屋内運動広場前
  - 区間記録：佐藤俊輔（安川電機・2024年）32分48秒
- 第7区（13.9km）：佐伯市屋内運動広場前 - 県道603号 - 川井バス停折り返し - 県道37号 - 堅田駐在所入口 - 佐伯市総合運動公園陸上競技場
  - 区間記録：相澤晃（旭化成A・2024年）・福谷颯太（黒崎播磨・2024年）41分17秒

外国人競技者の出走は第4区のみとし、その他の区間は認められていない。

### 2016年から2023年までの区間
北九州市内 （7区間・80.2km）
- 第1区（12.9km）：本城陸上競技場 - 若松GC前
  - 区間記録：田村友佑（黒崎播磨・2021年）36分28秒
- 第2区（7.0km）：若松GC前 - J-POWER前
  - 区間記録：ベナード・コエチ（九電工・2020年）18分28秒
- 第3区（10.9km）：J-POWER前 - 響灘ビオトープ前
  - 区間記録：市田孝（旭化成A・2021年）30分37秒
- 第4区（9.5km）：響灘ビオトープ前 - 安屋公民館前
  - 区間記録：村山紘太（旭化成A・2018年）27分06秒
- 第5区（13.0km）：安屋公民館前 - J-POWER前
  - 区間記録：小野知大（旭化成A・2021年）37分06秒
- 第6区（10.9km）：J-POWER前 - 響灘ビオトープ前
  - 区間記録：大六野秀畝（旭化成A・2023年）31分18秒
- 第7区（16.0km）：響灘ビオトープ前 - 本城陸上競技場
  - 区間記録：大六野秀畝（旭化成A・2021年）45分57秒

外国人競技者の出走は第2区のみとし、その他の区間は認められていない。

### 1987年から2015年までの区間
福岡市 - 筑豊 - 北九州市 （7区間・78.8km）
- 第1区（13.4km）：毎日会館前（天神） - 篠栗町役場前
- 第2区（10.2km）：篠栗町役場前 - 地蔵まんじゅう前
- 第3区（10.5km）：地蔵まんじゅう前 - 飯塚自動車学校前
- 第4区（12.2km）：飯塚自動車学校前 - 直方市役所前
- 第5区（9.2km）：直方市役所前 - カワベ電設前
- 第6区（9.1km）：カワベ電設前 - 八千代町バス停前
- 第7区（14.2km）：八千代町バス停前 - 小倉城歴史の道

外国人競技者の出走は第5区のみとし、その他の区間は認められていない。

## 歴代優勝チーム
- ニューイヤー駅伝出場チーム欄の太文字はニューイヤー駅伝優勝チームを表す。

| 年                         | 回                         | 優勝チーム                 | タイム                     | ニューイヤー駅伝出場チーム                                                                         |
| 福岡 - 筑豊 - 北九州コース | 福岡 - 筑豊 - 北九州コース | 福岡 - 筑豊 - 北九州コース | 福岡 - 筑豊 - 北九州コース | 福岡 - 筑豊 - 北九州コース                                                                         |
| -------------------------- | -------------------------- | -------------------------- | -------------------------- | -------------------------------------------------------------------------------------------------- |
| 1964年                     | 1                          | 旭化成 (1)                 | 4時間49分34秒              | 旭化成、八幡製鐵、九州電工、黒崎窯業                                                               |
| 1965年                     | 2                          | 八幡製鐵 (1)               | 4時間40分04秒              | 八幡製鐵、旭化成、八幡化学                                                                         |
| 1966年                     | 3                          | 旭化成 (2)                 | 4時間13分41秒              | 旭化成、八幡製鐵、八幡化学、九州電工、黒崎窯業                                                     |
| 1967年                     | 4                          | 旭化成A (3)                | 4時間23分56秒              | 旭化成、九州電工、黒崎窯業、八幡化学、八幡製鐵                                                     |
| 1968年                     | 5                          | 旭化成 (4)                 | 4時間23分11秒              | 旭化成、九州電工、八幡製鐵、黒崎窯業、八幡化学                                                     |
| 1969年                     | 6                          | 旭化成A (5)                | 5時間02分28秒              | 旭化成、九州電工、八幡製鐵、黒崎窯業、久留米井筒屋                                                 |
| 1970年                     | 7                          | 旭化成A (6)                | 5時間04分59秒              | 旭化成、新日鐵、九州電工、黒崎窯業                                                                 |
| 1971年                     | 8                          | 旭化成A (7)                | 5時間04分18秒              | 旭化成、新日鐵、黒崎窯業、九州電工、三菱化成                                                       |
| 1972年                     | 9                          | 旭化成A (8)                | 5時間01分37秒              | 旭化成、新日鐵、久留米井筒屋、九州電工、黒崎窯業                                                   |
| 大分 - 臼杵 - 大分コース   |                            |                            |                            | |
| 1973年                     | 10                         | 旭化成A (9)                | 4時間35分34秒              | 旭化成、九州電工、新日鐵、久留米井筒屋、黒崎窯業                                                   |
| 1974年                     | 11                         | 旭化成A (10)               | 4時間32分21秒              | 旭化成、九州電工、新日鐵、黒崎窯業、三菱化成黒崎                                                   |
| 1975年                     | 12                         | 旭化成A (11)               | 4時間35分53秒              | 旭化成、新日鐵、九州電工、黒崎窯業、新日鐵化学                                                     |
| 1976年                     | 13                         | 旭化成A (12)               | 4時間33分50秒              | 旭化成、九州電工、新日鐵八幡、安川電機、黒崎窯業                                                   |
| 1977年                     | 14                         | 旭化成A (13)               | 4時間31分33秒              | 旭化成、九州電工、新日鐵八幡、安川電機、九州産交                                                   |
| 1978年                     | 15                         | 旭化成A (14)               | 4時間29分52秒              | 旭化成、新日鐵、九州電工、九州産交、安川電機                                                       |
| 1979年                     | 16                         | 旭化成A (15)               | 4時間31分26秒              | 旭化成、九州電工、新日鐵八幡、九州産交、安川電機                                                   |
| 1980年                     | 17                         | 旭化成A (16)               | 4時間27分57秒              | 旭化成、九州電工、新日鐵八幡、安川電機、池田製菓                                                   |
| 1981年                     | 18                         | 旭化成A (17)               | 4時間27分44秒              | 旭化成、九州電工、九州産交、安川電機、新日鐵八幡                                                   |
| 1982年                     | 19                         | 旭化成A (18)               | 4時間31分19秒              | 旭化成、九州電工、九州産交、新日鐵八幡、安川電機                                                   |
| 1983年                     | 20                         | 旭化成A (19)               | 4時間28分13秒              | 旭化成、九州産交、九州電工、新日鐵、安川電機、京セラ                                               |
| 1984年                     | 21                         | 旭化成 (20)                | 4時間28分03秒              | 旭化成、九州電工、九州産交、安川電機、新日鐵、池田製菓                                             |
| 1985年                     | 22                         | 旭化成 (21)                | 4時間33分46秒              | 旭化成、九州産交、九州電工、新日鐵、日鐵運輸、黒崎窯業                                             |
| 1986年                     | 23                         | 旭化成 (22)                | 4時間20分21秒              | 旭化成、九州産交、本田技研熊本、九州電工、安川電機                                                 |
| 福岡 - 筑豊 - 北九州コース |                            |                            |                            | |
| 1987年                     | 24                         | 旭化成 (23)                | 3時間58分53秒              | 旭化成、京セラ、安川電機、九州産交、九州電工                                                       |
| 1988年                     | 25                         | 旭化成 (24)                | 3時間57分47秒              | 旭化成、九州電工、安川電機、新日鐵、京セラ                                                         |
| 1989年                     | 26                         | 旭化成A (25)               | 3時間56分44秒              | 旭化成、九電工、京セラ、新日鐵化学、九州産交、新日鐵                                               |
| 1990年                     | 27                         | 旭化成A (26)               | 3時間57分16秒              | 旭化成、安川電機、九電工、京セラ、新日鐵化学、九州産交、本田技研熊本                               |
| 1991年                     | 28                         | 旭化成A (27)               | 3時間54分36秒              | 旭化成、九電工、安川電機、九州産交、京セラ、新日鐵化学、本田技研熊本                               |
| 1992年                     | 29                         | 九電工 (1)                 | 3時間55分08秒              | 九電工、旭化成、安川電機、京セラ、KROSAKI、新日鐵、九州産交、沖電気宮崎                            |
| 1993年                     | 30                         | 九電工 (2)                 | 3時間54分19秒              | 九電工、旭化成、安川電機、京セラ、新日鐵化学、九州産交、KROSAKI                                    |
| 1994年                     | 31                         | 旭化成A (28)               | 3時間56分43秒              | 旭化成、安川電機、京セラ、九電工、新日鐵化学、三菱重工長崎、新日鐵、クロサキ                       |
| 1995年                     | 32                         | 旭化成B (29)               | 3時間53分43秒              | 旭化成、ダイエー、安川電機、京セラ、九電工、三菱重工長崎、九州産交、西日本鉄道                     |
| 1996年                     | 33                         | 旭化成A (30)               | 3時間52分14秒              | 旭化成、ダイエー、九電工、京セラ、安川電機、三菱重工長崎                                           |
| 1997年                     | 34                         | 旭化成A (31)               | 3時間53分02秒              | 旭化成、ダイエー、九電工、京セラ、安川電機、クロサキ、三菱重工長崎                                 |
| 1998年                     | 35                         | 旭化成A (32)               | 3時間52分30秒              | 旭化成、九電工、西日本鉄道、京セラ、安川電機、クロサキ、三菱重工長崎、杵築東芝                     |
| 1999年                     | 36                         | 旭化成A (33)               | 3時間51分20秒              | 旭化成、京セラ、九電工、九州産交、三菱重工長崎、安川電機                                           |
| 2000年                     | 37                         | 旭化成A (34)               | 3時間54分29秒              | 旭化成、九電工、安川電機、西鉄、三菱重工長崎、杵築東芝                                             |
| 2001年                     | 38                         | 旭化成A (35)               | 3時間55分21秒              | 旭化成、安川電機、九電工、三菱重工長崎、コマツ電子金属、トヨタ自動車九州                           |
| 2002年                     | 39                         | 旭化成 (36)                | 3時間57分52秒              | 旭化成、安川電機、九電工、トヨタ自動車九州、三菱重工長崎、黒崎播磨                                 |
| 2003年                     | 40                         | 旭化成A (37)               | 3時間55分33秒              | 旭化成、トヨタ自動車九州、安川電機、三菱重工長崎、九電工、コマツ電子金属                           |
| 2004年                     | 41                         | 旭化成 (38)                | 3時間53分56秒              | 旭化成、安川電機、九電工、トヨタ自動車九州、コマツ電子金属、三菱重工長崎、西鉄                     |
| 2005年                     | 42                         | トヨタ自動車九州 (1)       | 3時間52分08秒              | トヨタ自動車九州、旭化成、九電工、安川電機、三菱重工長崎、コマツ電子金属、西鉄、黒崎播磨           |
| 2006年                     | 43                         | 安川電機 (1)               | 3時間55分42秒              | 安川電機、旭化成、九電工、トヨタ自動車九州、三菱重工長崎、西鉄、黒崎播磨、コマツ電子金属           |
| 2007年                     | 44                         | トヨタ自動車九州 (2)       | 3時間53分37秒              | トヨタ自動車九州、九電工、安川電機、旭化成、SUMCO TECHXIV、西鉄、黒崎播磨                          |
| 2008年                     | 45                         | 旭化成A (39)               | 3時間54分11秒              | 旭化成、安川電機、九電工、SUMCO TECHXIV、黒崎播磨、西鉄                                            |
| 2009年                     | 46                         | 安川電機 (2)               | 3時間50分56秒              | 安川電機、旭化成、トヨタ自動車九州、九電工、三菱重工長崎                                           |
| 2010年                     | 47                         | 旭化成 (40)                | 3時間53分33秒              | 旭化成、安川電機、九電工、トヨタ自動車九州、三菱重工長崎、西鉄                                     |
| 2011年                     | 48                         | 旭化成 (41)                | 3時間50分53秒              | 旭化成、トヨタ自動車九州、九電工、安川電機、三菱重工長崎、黒崎播磨、西鉄                           |
| 2012年                     | 49                         | 旭化成 (42)                | 3時間52分54秒              | 旭化成、安川電機、トヨタ自動車九州、九電工、三菱重工長崎、黒崎播磨、西鉄                           |
| 2013年                     | 50                         | 九電工 (3)                 | 3時間50分36秒              | 九電工、旭化成、黒崎播磨、トヨタ自動車九州、三菱重工長崎、安川電機、西鉄                           |
| 2014年                     | 51                         | 九電工 (4)                 | 3時間54分35秒              | 九電工、黒崎播磨、安川電機、トヨタ自動車九州、旭化成、三菱重工長崎                                 |
| 2015年                     | 52                         | 旭化成 (43)                | 3時間51分58秒              | 旭化成、トヨタ自動車九州、九電工、三菱日立パワーシステムズ長崎、安川電機、黒崎播磨、西鉄           |
| 若松周回コース             |                            |                            |                            | |
| 2016年                     | 53                         | MHPS (1)                   | 4時間02分57秒              | MHPS、旭化成、トヨタ自動車九州、安川電機、九電工、黒崎播磨、西鉄                                   |
| 2017年                     | 54                         | MHPS (2)                   | 4時間02分31秒              | MHPS、旭化成、九電工、安川電機、トヨタ自動車九州、黒崎播磨、西鉄、ひらまつ病院                     |
| 2018年                     | 55                         | 旭化成A (44)               | 3時間52分57秒              | 旭化成、九電工、MHPS、黒崎播磨、安川電機、トヨタ自動車九州、西鉄、戸上電機製作所、ひらまつ病院     |
| 2019年                     | 56                         | 旭化成A (45)               | 3時間52分24秒              | 旭化成、黒崎播磨、九電工、安川電機、MHPS、トヨタ自動車九州、西鉄、ひらまつ病院                     |
| 2020年                     | 57                         | 旭化成A (46)               | 3時間51分31秒              | 旭化成、三菱重工、トヨタ自動車九州、九電工、黒崎播磨、安川電機、ひらまつ病院、戸上電機製作所       |
| 2021年                     | 58                         | 旭化成A (47)               | 3時間48分11秒              | 旭化成、三菱重工、黒崎播磨、九電工、トヨタ自動車九州、安川電機、西鉄、戸上電機製作所               |
| 2022年                     | 59                         | 黒崎播磨 (1)               | 3時間52分29秒              | 黒崎播磨、九電工、トヨタ自動車九州、安川電機、旭化成、三菱重工、西鉄、戸上電機製作所               |
| 2023年                     | 60                         | 黒崎播磨 (2)               | 3時間53分11秒              | 黒崎播磨、旭化成、トヨタ自動車九州、九電工、安川電機、三菱重工、ひらまつ病院、西鉄                 |
| 佐伯周回コース             |                            |                            |                            | |
| 2024年                     | 61                         | 旭化成A (48)               | 4時間21分16秒              | 旭化成、黒崎播磨、安川電機、九電工、ひらまつ病院、三菱重工、トヨタ自動車九州、西鉄、戸上電機製作所 |